# 역부의 딸
"역부의 딸"은 1961년 공개된 대한민국의 영화이다.

## 배역
- 김승호
- 김지미
- 조미령
- 황정순